# Geoffrey Sauveaux
 (mai 2022).
Geoffrey Sauveaux, né le 7 avril 1986 à Paris, est un acteur français. 
Il est connu pour avoir tenu le rôle de Lucas Marci dans les deux premières saisons de Plus belle la vie sur France 3 et celui de Jérémie Beaumont dans Une famille formidable sur TF1.

## Biographie
Il prend des cours de théâtre à Rosny-sous-Bois avec le comédien François Cadet. Il débute en 1998 au théâtre Marigny avec le rôle du jeune Robespierre. Il apparaît ensuite à la télévision en 2001 dans Une femme d'honneur, ainsi que dans la série télévisée Une fille d'enfer, où il partage le rôle principal avec l'actrice Leslie Bevillard, et dans le téléfilm Le Fond de l'air est frais sur France 3, avec notamment Macha Méril. Après l'obtention de son baccalauréat, il arrive en août 2004 dans la série Plus belle la vie diffusée sur France 3 où il incarne Lucas, l'aîné de la famille Marci, jusqu'en mai 2006. 
Geoffrey Sauveaux monte également sur scène : il est apparu dans Frankenstein, écrit et mis en scène par Christophe Dagobert avec Ambroise Michel au Château de Goulaine, puis dans Le Limier toujours mis en scène par Christophe Dagobert avec cette fois Thierry Ragueneau, qui était son partenaire de jeu dans Plus belle la vie.
Geoffrey Sauveaux joue désormais dans la série française Une famille formidable où il remplace Alain Piquet dans le rôle de Jérémie Beaumont.
En août 2019, Geoffrey Sauveaux participe à des magnétos diffusés en fin d'épisode de Plus belle la vie ainsi que sur le site officiel, et laisse entrevoir un retour prochainement. Il revient à l'occasion de l'arrêt de la série, lors d'un prime-time diffusé en novembre 2022 et indique être ouvert à un retour  Il revient à l'occasion de l'arrêt de la série, lors d'un prime-time diffusé en novembre 2022.
En 2020, il est co-scénariste et acteur principal du court-métrage 12H20.
En 2023, il participe à la conception de la série documentaire Eloi, en quête d'un disparu diffusée sur France.tv Slash.

## Filmographie

### Acteur

#### Cinéma

##### Courts métrages
- 2014 : VINDICTAM de Gabe Zia : Pierre Lannier
- 2020 : 12h20 de Gabriel Kaluszynski : Géo

#### Télévision

##### Téléfilms
- 1999 : La Traversée du phare de Thierry Redler : Fabrice
- 2001 : L'Île bleue de Nadine Trintignant : Bertrand
- 2004 : Le Fond de l'air est frais de Laurent Carcélès : Tristan
- 2007 : Le Temps des secrets de Thierry Chabert : Yves Bonnet
- 2022 : Sept mariages pour un enterrement de Pascal Heylbroeck : Lucas Marci

##### Séries télévisées
- 2003 : Une femme d'honneur, épisode Mort programmée de David Delrieux : Julien Baselli
- 2004-2005 : Une fille d'enfer de Bruno Garcia, Éric Figon et Pascal Lahmani : Germain
- 2004-2006 / 2022 : Plus belle la vie de Charli Beléteau, Michel Hassan, Christophe Andréi, Véronique Langlois, Bernard Dumont et Pascal Heylbroeck : Lucas Marci (principal, saisons 1 et 2 ; invité, saison 18)
- 2007-2018 : Une famille formidable de Joël Santoni, Miguel Courtois et Nicolas Herdt : Jérémie Beaumont (35 épisodes)
- 2008 : R.I.S Police scientifique, épisode Q.I. 149 de Christophe Barbier : Jean-Noël Canet

##### Publicité
- 2001 : Volvic

### Théâtre
- 2013 : La Folle de Chaillot, à la Comédie des Champs-Élysées (avec Anny Duperey)

### Autres
- 2020 : 12h20 de Gabriel Kaluszynski - Scénariste
- 2023 : Eloi, à la recherche d'un disparu de Bruno Dupuis - Enquêteur

## Doublage
- 2020[4] : Le manège magique de Noël : voix additionnelles
- 2023 : Qui fuyons-nous ? (tr) : le réceptionniste (Kaan Altay Köprülü) (épisode 1)